# Bachdjerrah
Bachdjerrah ou Badjarrah (em árabe: باش جراح) é uma comuna localizada na província de Argel, no norte da Argélia. Sua população era de 93 289 habitantes, em 2008.